# 阿雷尼斯-德蒙特
阿雷尼斯德蒙特，是西班牙加泰罗尼亚巴塞罗那省的一个市镇。总面积21平方公里，总人口6665人（2001年），人口密度317人/平方公里。